# 直角

直角

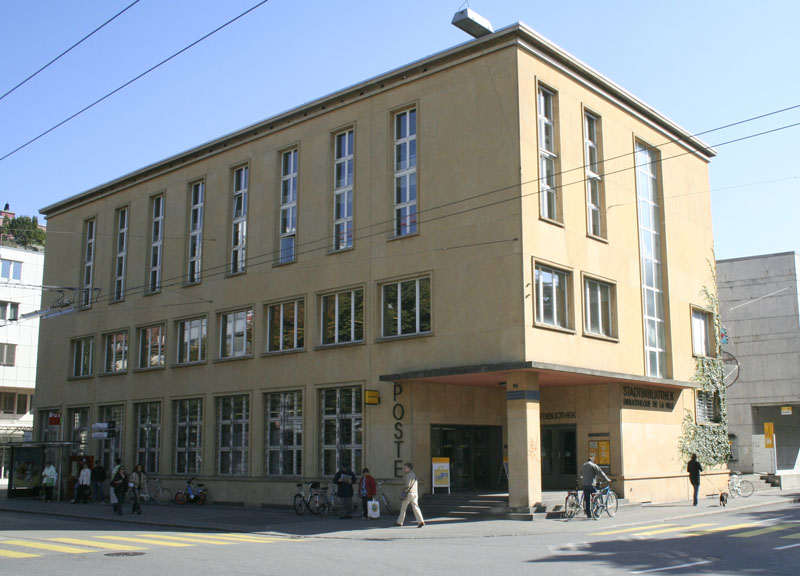
直角の多い近代建築の例

直角（、英: right angle）とは垂直に交わる線分のなす角である。直角の角度は度数法において 90° であり、弧度法において π/2 である（π は円周率を表す）。中心角が直角をなす円弧は四半円をなす。
直角は様々な単位で表現することができる。
- 100グラード
- 6時角

Right angleという英語はラテン語のangulus rectusの翻訳借用である。rectusは「直立の」を意味する。